# Reckange-sur-Mess

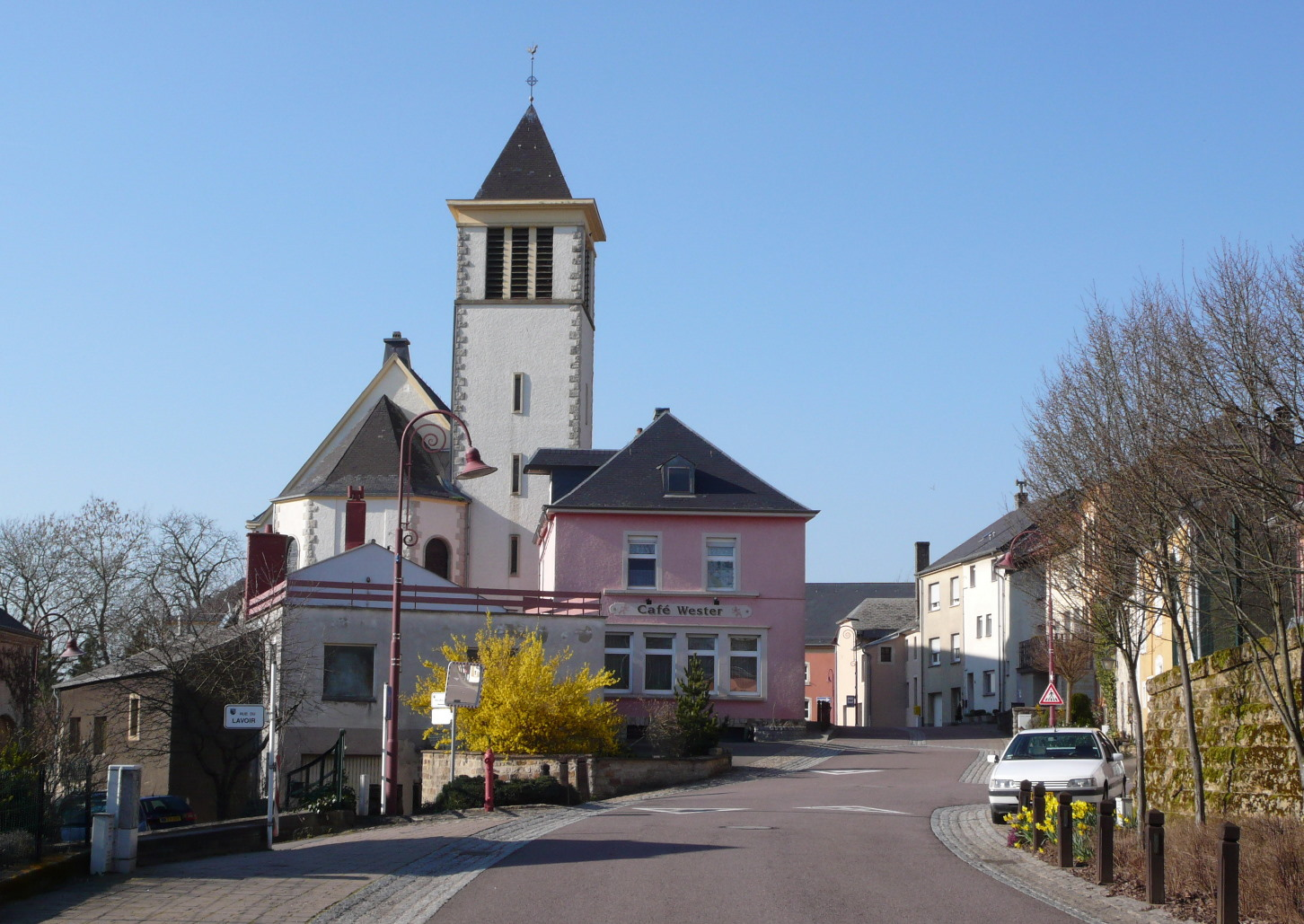
Zicht op Reckange-sur-Mess

Reckange-sur-Mess (Luxemburgs: Recken(g) op der Mess, Duits: Reckingen an der Mess) is een gemeente in het Luxemburgse Kanton Esch.
De gemeente heeft een totale oppervlakte van 20,42 km² en telde 2000 inwoners op 1 januari 2007.

## Kernen
De gemeente bestaat uit de dorpen Reckange-sur-Mess, Ehlange, Limpach, Pissange, Roedgen en Wickrange.

## Evolutie van het inwoneraantal
| Jaar                              | 2001 | 2002 | 2003 | 2004 | 2005 |
| --------------------------------- | ---- | ---- | ---- | ---- | ---- |
| Inwoneraantal                     | 1700 | 1718 | 1763 | 1838 | 1908 |
| Opmerking: tellingen op 1 januari |      |      |      |      |      |

Bettembourg · Differdange · Dudelange · Esch-sur-Alzette · Frisange · Kayl · Leudelange · Mondercange · Pétange · Reckange-sur-Mess · Roeser · Rumelange · Sanem · Schifflange